# إبراهام شالوم يهودا
إبراهام شالوم يهودا (1877-1951) (بالعبرية: אברהם שלום יהודה‏) يهودي فلسطيني، موسوعي ومعلم وكاتب وباحث ولغوي وجامع وثائق نادرة.

## السيرة
ولد إبراهام شالوم يهودا في القدس لعائلة يهودية من بغداد. في مرحلة الطفولة، درس بين يدَيْ أخيه إسحاق حزقيال يهودا. وفي عام 1895، أي في سن الخامسة عشرة، كتب كتابه الأول (بالعبرية) بعنوان الآثار العربية. وبعد ذلك بعامين، في عام 1897، حضر المؤتمر الصهيوني الأول في بازل، سويسرا. ثم بدأ التدريس في برلين من عام 1905 إلى عام 1914. ثم خلال الحرب العالمية الأولى، نُقل إلى مدريد حيث كان تعيينه في عام 1915، بمرسوم ملكي، رئيساً للغات والأدب الحاخامي وعقب خلافه مع حاييم وايزمان في المواقف الصهيونية ضد العرب، انضم إلى حركة زئيف جابوتنسكي الصهيونية التصحيحية، ثم بعد انضمامه إلى الحركة، رعاها إبراهام بنفسه رعاية نشطة. وفي النهاية، انتقل يهودا مرة أخرى إلى نيويورك وواصل مسيرته المهنية في المدرسة الجديدة للبحث الاجتماعي.
كان يهودا طوال حياته لغوياً وكاتباً بارزاً، يُترجم ويفسّر وثائق عربية قديمة متعددة، بما في ذلك قصائد متنوعة من الشعر الجاهلي ونصوصاً عربية يهودية. وفي عام 1935 نشر كتابه «دقة الكتاب المقدس» ، وهو عمل أثار قدرًا كبيرًا من النقاش الدولي.
نُشر كتابه محاكمة أخطاء الدكتور وايزمان بعد أن تُوفيَ في نيويورك عام 1952 وكان هذا التأليف مجازاةً لاذعة على الازدراء الذي وجَدَهُ في مذكرات حاييم وايزمان «التجربة والخطأ: سيرة حياة حاييم وايزمان بقلمه» إذ ذُكر إبراهام بالكناية بصفته أستاذاً إسبانياً ذا نشأة مارانوسية متجاهلين اسمه.
باع إبراهام يهودا بعض مقتنياته إلى جون جاريت، وقُبيلَ وفاة يهودا، أهدى العديد من مقتنياته من الوثائق النادرة إلى مكتبة إسرائيل الوطنية، بما في ذلك حوالي 1500 وثيقة. كانت معظم المواد الممنوحة عربيّة كمصاحف وكتب، وأقل من ذلك كانت عدة مئات من العناصر باللغة العبرية القديمة أيضًا. كما اشتملت على عدد من الوثائق من بلدان أخرى، بما في ذلك عدد من الكتب المُذهّبَة والوثائق غير المنشورة التي صاغها السير إسحاق نيوتن وتعاون إبراهام شالوم مع جون ماينارد كينز للحصول عليها. وفي سجل اليونسكو المُسمّى«ذاكرة العالم» تم الاعتراف بمجموعة إبراهام شالوم المكونة من 7500 ورقة دينية مكتوبة بخط اليد، إقراراً بأنها وثائق يجب الحفاظ عليها للأجيال القادمة.

## مدح الشاعر معروف الرصافي

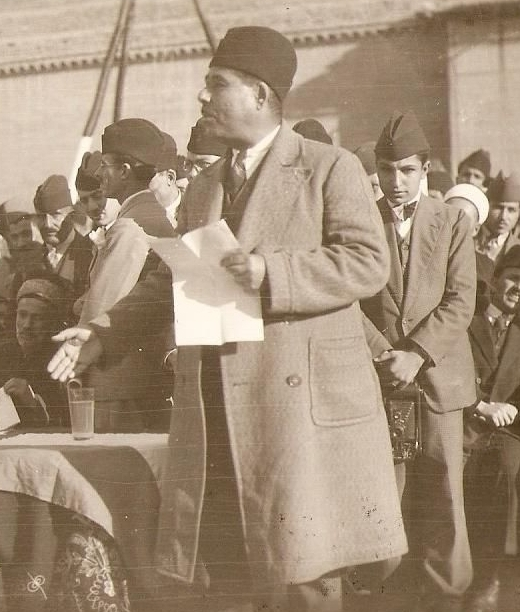
معروف الرصافي

حضر معروف الرصافي محفلاً في القدس سنة 1920، وألقى قصيدة مدحَ بها إبراهام يهودا إذ قال:
استفزّت هذه القصيدة عدة شعراء عرباً، أحدهم وديع البستاني الذي هجا الرصافي ويهودا فقال:

## تأثيرات ثقافية
في مسرحية هستيريا عام 1993، ابتكر كاتبها المسرحي البريطاني تيري جونسون شخصية تستند جزئيًا إلى محاولة يهودا إقناع سيغموند فرويد بعدم نشر كتابه الأخير، موسى والتوحيد.

## وصلات خارجية
إيفري يوفال «ترجمة التقليد العربي اليهودي: من الأندلس إلى فلسطين / أرض إسرائيل» في مقالات المنتدى Transregionale Studien ، برلين: forum-transregionale-studien
- ريفا سبيكتور سيمون، مايكل مناحيم لاسكير، سارة ريغير. يهود الشرق الأوسط وشمال إفريقيا في العصر الحديث